# Frank Wedekind
Pour les articles homonymes, voir Wedekind.
Benjamin Franklin Wedekind, dit Frank Wedekind, né le 24 juillet 1864 à Hanovre et mort le 9 mars 1918 à Munich, est un dramaturge et un poète allemand.

## Biographie
Apparenté à une ancienne famille comtale (les Wedekind zur Horst), Friedrich Wilhelm Wedekind, le père de Frank Wedekind, est médecin-gynécologue. Il émigre à San Francisco après la révolution de Mars 1848, attiré sans doute par la ruée vers l'or. Il épouse Emilie Kammerer, la fille de l'industriel Jakob Friedrich Kammerer. Le couple aura six enfants, dont Frank.
En 1872, la famille Wedekind s’établit au château de Lenzbourg en Suisse. En 1884, Frank commence par étudier la littérature allemande et française à l'université de Lausanne, mais son père exige qu'il fasse son droit à l'université Louis-et-Maximilien de Munich. Le conflit éclate et Frank quitte l'université pour un poste de rédacteur publicitaire chez Maggi.
Attiré par le monde des saltimbanques, il travaille également pour le Cirque Herzog. En 1888, rentrant dans le rang, il se réinscrit en droit mais cette fois à l'université de Zurich : son père meurt en octobre de cette année-là, lui laissant un patrimoine important, assurant son indépendance financière. Frank va désormais se consacrer à l'écriture.
En 1891, il publie L'Éveil du printemps, une « tragédie enfantine » où l'on découvre des adolescents en proie à l'éveil de leur sexualité, un texte relevant à l'époque de la pornographie puisqu'il y décrit plusieurs actes d'autoérotisme, de masturbation collective et évoque sans complexe l'avortement, autant de thèmes considérés alors comme tabous.
Il est ensuite à Paris, se lie d'amitié avec Albert Langen et fréquente le milieu de la nuit, assistant aux spectacles joués au Grand-Guignol et à des pantomimes, dont Lulu, tirée d'un « roman clownesque » de Félicien Champsaur et qui lui inspirera La Boîte de Pandore dont une première version est établie dès 1892.

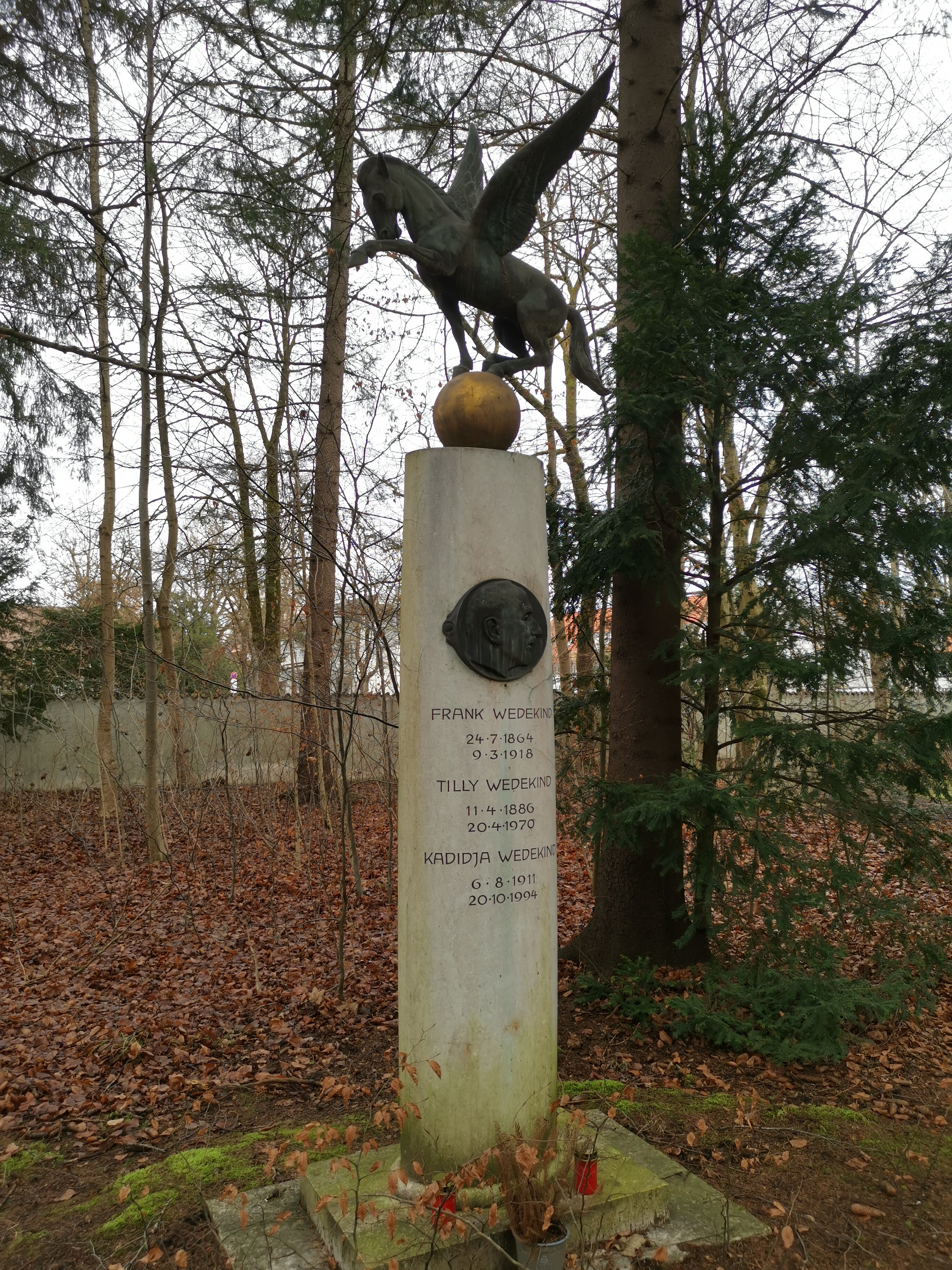
Sépulture au Waldfriedhof de Munich.

À partir de 1896, il vit une histoire d'amour avec Frida Uhl, la femme d'August Strindberg, dont il aura un fils, Friedrich (1897-1978). Le couple s'installe à Munich.
L'année suivante, il trouve un emploi dans le journal satirique munichois Simplicissimus. En 1899, il se rend à la police allemande et est condamné à sept mois de prison ferme pour « crime de lèse-majesté », ayant écrit et fait publier des poèmes satiriques visant le kaiser : durant son incarcération, il rédige une nouvelle version de sa pièce Mine-Haha.
En 1906, il épouse la comédienne Tilly Newes (1886-1970) dont il aura deux filles, Pamela et Kadidja. Cette même année, Max Reinhardt monte L’Éveil du printemps à Berlin.
Également poète et lithographe, son talent de dessinateur est peu connu.

## Analyse de son théâtre
Le théâtre de Wedekind conteste dès le départ la société bourgeoise et les tabous sexuels. Il provoque dans un dessein d'émancipation des masses et en usant de nombreux procédés dramatiques, de la farce au vaudeville en passant par le drame et le cirque. Ses provocations lui causent d'incessants problèmes de censure, l'inquiétude des directeurs de théâtre, et des problèmes de budgets. Aussi revint-il vers le cabaret de ses débuts, lieu plus permissif et moins onéreux. Là, il s'attire la sympathie des artistes, souvent irrévérencieux comme lui, tandis que les procès assurent sa notoriété. Il peut ainsi consacrer sa vie au théâtre.
Après une période de répression, il finit par obtenir des autorités une relative liberté d'expression, un privilège implicite accordé à certains dramaturges ayant un comportement décalé, cette forme d'art étant considérée à cette époque et dans ce contexte comme négligeable. Certains observateurs contemporains de Wedekind comprirent que ses provocations et son théâtre parlaient de la société elle-même, faisant émerger la notion de théâtre vivant.
Son œuvre annonce l'expressionnisme. Cependant, bien qu'il soit souvent associé à ce mouvement, Wedekind lui-même ne s'y reconnaissait pas, déclarant qu'il en utilisait les techniques avant que ce mouvement existe.
Wedekind a été influencé par Ibsen, Nietzsche, Hauptmann, Büchner et Strindberg.

## Œuvre
- Le Jeune Monde, 1890

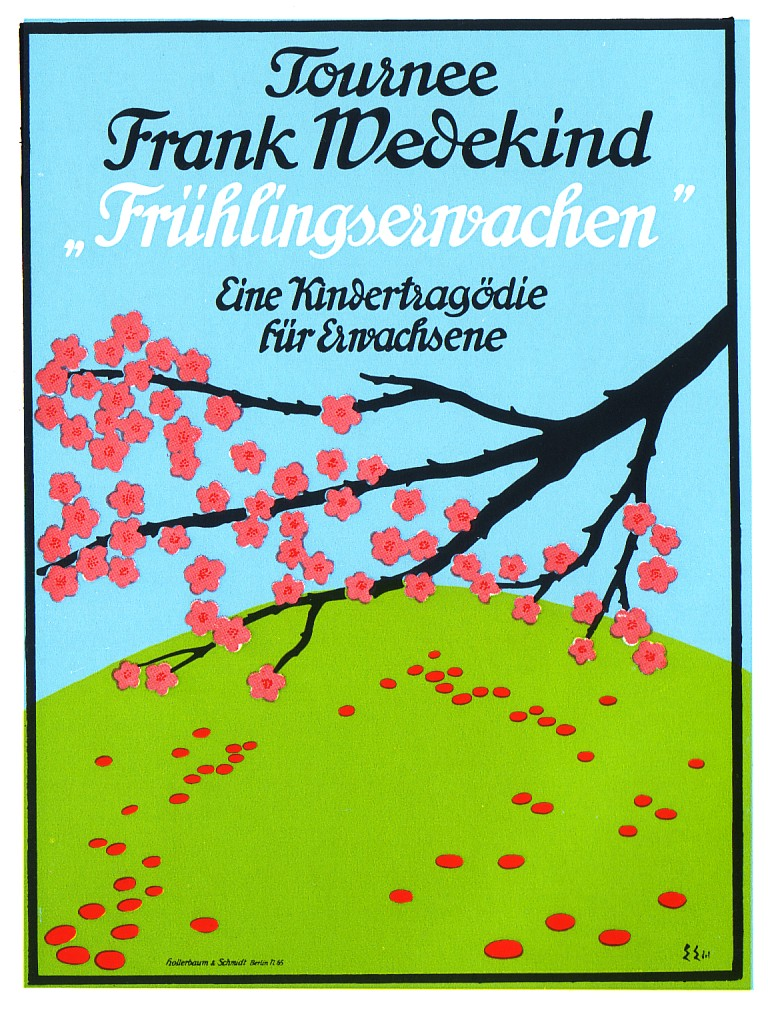
Tournée Frank Wedekinds Frühlingserwachen, affiche (1903) par Edmund Edel.

- L'Éveil du printemps, tragédie enfantine (Frühlings Erwachen), 1891
- L'Esprit de la terre (Erdgeist), 1895
- Le Chanteur de chambre (Kammersänger), 1897
- Le Marquis de Keith (Der Marquis von Keith)[7], 1901
- La Boîte de Pandore (Die Büchse der Pandora), 1902
- Le Roi Nicolo ou Ainsi va la vie (König Nicolo oder So ist das Leben), 1902
- Mine-Haha, 1903
- Feux d'artifice (Feuerwerk), 1906
- Sur l'érotisme (Über Erotik), 1906
- La Danse macabre (Totentanz), 1906
- Le Château de Wetterstein (Schloss Wetterstein), tragédie en 3 actes, 1910
- Franziska, 1912
- La Boîte de Pandore, version finale réunissant L'Esprit de la terre, 1913
- Bismark, 1916
- Herakles, 1917

## Répercussions et adaptations de son œuvre
- Sigmund Freud, dans Psychopathologie de la vie quotidienne, décrit un tel acte manqué lors de la réalisation d'une pièce de Frank Wedekind.[réf. nécessaire]
- Alban Berg s'est inspiré des tragédies L'Esprit de la terre et de La Boîte de Pandore pour écrire l'opéra Lulu.
- Plusieurs films se sont inspirés du personnage de Lulu, entre autres Loulou, 1929 de Georg Wilhelm Pabst, Les Liaisons douteuses, 1962 réalisé par Rolf Thiele et Lulu on the Bridge de Paul Auster 1998.
- Innocence (2004) de Lucile Hadzihalilovic, est une adaptation de Mine-Haha.